# Lista światowego dziedzictwa UNESCO na Vanuatu
Lista światowego dziedzictwa UNESCO na Vanuatu – lista miejsc na Vanuatu wpisanych na listę światowego dziedzictwa UNESCO, ustanowionej na mocy Konwencji w sprawie ochrony światowego dziedzictwa kulturowego i naturalnego, przyjętej przez UNESCO na 17. sesji w Paryżu 16 listopada 1972 i ratyfikowanej przez Vanuatu 13 czerwca 2002 roku.
Obecnie (stan na 2020 rok) na liście znajduje się 1 obiekt o charakterze dziedzictwa kulturowego.
Na vanuackiej liście informacyjnej UNESCO – liście obiektów, które Vanuatu zamierza rozpatrzyć do zgłoszenia do wpisu na listę światowego dziedzictwa, znajduje się 5 obiektów (stan na 2020 rok).

## Obiekty na liście światowego dziedzictwa UNESCO
Poniższa tabela przedstawia vanuackie wpisy na liście światowego dziedzictwa UNESCO:
Nr ref. – numer referencyjny UNESCO;
Obiekt – polskie tłumaczenie nazwy wpisu na liście wraz z jej angielskim oryginałem;
Położenie – miasto, prowincja; współrzędne geograficzne;
Typ – klasyfikacja według Komitetu Światowego Dziedzictwa:
- kulturowe (K),
- przyrodnicze (P),
- kulturowo–przyrodnicze (K,P);

Rok wpisu – roku wpisu na listę;
Opis – krótki opis wpisu wraz z informacjami o jego zagrożeniu.
| Nr ref. | Obiekt                                          | Zdjęcie | Położenie                                          | Typ            | Rok  | Opis |
| ------- | ----------------------------------------------- | ------- | -------------------------------------------------- | -------------- | ---- | --- |
| 1280    | Dominium wodza Roi Maty Chief Roi Mata’s Domain |         | Shefa 17°37′41″S 168°10′40″E/-17,628056 168,177778 | K (iii)(v)(vi) | 2008 | Miejsce związane z życiem i śmiercią ostatniego naczelnego wodza noszącego tytuł Roi Maty. Znajduje się tutaj m.in.: jego rezydencja, miejsce śmierci oraz pochówku. |

## Obiekty na vanuackiej liście informacyjnej UNESCO
Poniższa tabela przedstawia obiekty na vanuackiej liście informacyjnej UNESCO:
Nr ref. – numer referencyjny UNESCO;
Obiekt – polskie nazwa obiektu wraz z jej angielskim oryginałem na vanuackiej liście informacyjnej;
Położenie – miasto, prowincja; współrzędne geograficzne;
Typ – klasyfikacja według zgłoszenia:
- kulturowe (K),
- przyrodnicze (P),
- kulturowo–przyrodnicze (K,P);

Rok wpisu – roku wpisu na listę informacyjną;
Opis – krótki opis obiektu wraz z informacjami o jego zagrożeniu.
| Nr ref. | Obiekt | Zdjęcie | Położenie                                            | Typ               | Rok  | Opis |
| ------- | --- | ------- | ---------------------------------------------------- | ----------------- | ---- | --- |
| 1971    | Yalo, Apolo i geografia świętej północnej Malekuli Yalo, Apialo and the sacred geography of Northwest Malakula |         | Malampa 16°18′00″S 167°30′00″E/-16,300000 167,500000 | K (iii)           | 2004 | Dwie jaskinie zlokalizowane w północnej części wyspy Malekula. Jest to święte miejsce dla tutejszych mieszkańców. Jaskinie posiadają odpowiednio 750 i 1500 malowideł naskalnych.                            |
| 1972    | President Coolidge The President Coolidge                                                                      |         | 15°31′16″S 167°13′32″E/-15,521111 167,225556         | K (i)(iii)(iv)(v) | 2004 | Zwodowany w 1931 roku amerykański parowiec pasażerski uważany jest, za najbardziej luksusowy statek tamtych czasów. Mierzył 200 m długości oraz 25 m szerokości. Zatonął na minie 26 października 1942 roku. |
| 1973    | Obszar chroniony Vatthe Vatthe Conservation Area                                                               |         | Sanma 15°23′00″S 166°51′00″E/-15,383333 166,850000   | P (vii)(ix)(x)    | 2004 | Obszar chroniony Vatthe obejmuje obszar 2720 ha. Położony jest na największej wyspie Vanuatu – Espiritu Santo. Zidentyfikowano tutaj 265 gatunków roślin oraz 74 gatunki ptaków.                             |
| 1974    | Jezioro Letas Lake Letas                                                                                       |         | Torba 14°17′00″S 167°32′00″E/-14,283333 167,533333   | P (vii)(ix)(x)    | 2004 | Wulkaniczne jezioro o powierzchni 19 km². Jego głębokość wynosi 350 m. Zidentyfikowano tutaj 39 gatunków ptaków oraz 3 gatunki nietoperzy.                                                                   |
| 2057    | Nowon oraz Votwos na wyspie Ureparapara The Nowon and Votwos of Ureparapara                                    |         | Torba 13°32′00″S 167°20′00″E/-13,533333 167,333333   | K (iii)(iv)(v)    | 2005 | Dwie wioski położone w głębi wyspy w lesie. Zostały opuszczone w XIX wieku. Znajdują się tutaj kamienne platformy, na których odbywały się różnego rodzaju ceremonie.                                        |